# Федик Теодор
Теодо́р Фе́дик (1873, Горішній Угринів — 1949, Канада) — український канадський народний поет.

## Біографія
Народився 1873 року в селі Горішньому Угринові Станіславівського повіту Королівства Галичини та Володимирії (нині у складі села Угринова, Івано-Франківського району, Івано-Франківської області, Україна). Закінчив сільську школу, потім навчався в Станиславівській гімназії, але через матеріальні труднощі не закінчив. Пізніше він учився дяківства.
1905 року емігрував до Канади, працював робітником, учителем. У цей час почав писати свої пісні, а також збирати їх серед українців-емігрантів. Був дяком у Вінніпезі. 
Помер 1949 року.

## Творчість
Писав вірші коломийковим розміром на емігрантські і «старокраєві» теми. Автор коломийок, що увійшли до окремої книги «Пісні про Канаду й Австрію» (Вінніпег, 1908), де також були представлені фольклорні твори інших поетів, зокрема Дмитра Рараговського, Дмитра Макогона, І. Дениса, І. Козака, Я. Кравця, Р. Д. Чорнейка, Петра Щерби та інших. Популярність збірки підтверджують п'ять перевидань до 1914 року, а шосте, під назвою «Пісні імігрантів про Старий і Новий Край (Пісні про Канаду і Австрію)», вийшло у 1927 році. Сумарний наклад усіх видань перевищив 50 тисяч примірників.